# Арал Дальний
Арал Дальний (кирг. Алыскы Арал) — село в Сокулукском районе Чуйской области Кыргызстана. Входит в состав айылного аймака имени Крупской.

## География
Село расположено в центральной части области, на левом берегу реки Сокулук, на расстоянии приблизительно 4 километров (по прямой) к северо-западу от села Сокулук, административного центра района. Абсолютная высота — 681 метр над уровнем моря.

## Население
Согласно оценочным данным Национального статистического комитета Кыргызской Республики, численность населения села на начало 2023 года составляла 471 человек.
| год     | 2009 | 2014 | 2015 | 2020 | 2021 | 2023 |
| ------- | ---- | ---- | ---- | ---- | ---- | ---- |
| человек | 323  | 374  | 374  | 429  | 437  | 471  |